# ノーベル賞を受賞した元首・首脳の一覧
この記事は、ノーベル賞を受賞した元首・首脳の一覧（ノーベルしょうをじゅしょうしたげんしゅ・しゅのうのいちらん）である。
2019年現在で、在職中に受賞した元首・首脳は16人、在職中以外に受賞した元首・首脳は12人、合計で28人の受賞者がいる。その内ウィンストン・チャーチルのみがノーベル文学賞の受賞であり、他は全てノーベル平和賞を受賞している。

## ノーベル平和賞

### 在職中
| 受賞者 | 受賞者                             | 国           | 地位                       | 受賞年 |
| ------ | ---------------------------------- | ------------ | -------------------------- | ------ |
|        | セオドア・ルーズベルト             | アメリカ     | 第26代アメリカ合衆国大統領 | 1906年 |
|        | ウッドロー・ウィルソン             | アメリカ     | 第28代アメリカ合衆国大統領 | 1919年 |
|        | カール・ヤルマール・ブランティング | スウェーデン | スウェーデンの首相         | 1921年 |
|        | ヴィリー・ブラント                 | 西ドイツ     | 西ドイツの連邦首相         | 1971年 |
|        | アンワル・アッ＝サーダート         | エジプト     | エジプトの大統領           | 1978年 |
|        | メナヘム・ベギン                   | イスラエル   | イスラエルの首相           | 1978年 |
|        | オスカル・アリアス・サンチェス     | コスタリカ   | コスタリカの大統領         | 1987年 |
|        | ミハイル・ゴルバチョフ             | ソビエト連邦 | ソビエト連邦大統領         | 1990年 |
|        | フレデリック・ウィレム・デクラーク | 南アフリカ   | 南アフリカの大統領         | 1993年 |
|        | イツハク・ラビン                   | イスラエル   | イスラエルの首相           | 1994年 |
|        | 金大中                             | 韓国         | 韓国の大統領               | 2000年 |
|        | バラク・オバマ                     | アメリカ     | 第44代アメリカ合衆国大統領 | 2010年 |
|        | エレン・ジョンソン・サーリーフ     | リベリア     | リベリアの大統領           | 2011年 |
|        | フアン・マヌエル・サントス         | コロンビア   | コロンビアの大統領         | 2016年 |
|        | アビー・アハメド                   | エチオピア   | エチオピアの首相           | 2019年 |

### 在職中以外
| 受賞者 | 受賞者                       | 国             | 地位                                             | 受賞年 |
| ------ | ---------------------------- | -------------- | ------------------------------------------------ | ------ |
|        | オーギュスト・ベールナールト | ベルギー       | 元ベルギーの首相                                 | 1909年 |
|        | レオン・ブルジョワ           | フランス       | 元フランスの首相                                 | 1920年 |
|        | アリスティード・ブリアン     | フランス       | 元フランスの首相                                 | 1926年 |
|        | グスタフ・シュトレーゼマン   | ドイツ         | 元ドイツ国の首相                                 | 1926年 |
|        | レスター・B・ピアソン        | カナダ         | 後のカナダ首相                                   | 1957年 |
|        | 佐藤栄作                     | 日本           | 元日本の首相                                     | 1974年 |
|        | レフ・ヴァウェンサ           | ポーランド     | 後のポーランドの大統領                           | 1983年 |
|        | ネルソン・マンデラ           | 南アフリカ     | 後の南アフリカの大統領                           | 1993年 |
|        | シモン・ペレス               | イスラエル     | 元・後のイスラエルの首相、後のイスラエルの大統領 | 1994年 |
|        | ジョゼ・ラモス＝ホルタ       | 東ティモール   | 後の東ティモールの首相・大統領                   | 1996年 |
|        | ジミー・カーター             | アメリカ       | 第39代アメリカ合衆国大統領                       | 2002年 |
|        | ムハマド・ユヌス             | バングラデシュ | 後のバングラデシュ暫定政府首席顧問               | 2006年 |
|        | マルッティ・アハティサーリ   | フィンランド   | 元フィンランドの大統領                           | 2008年 |

## ノーベル文学賞

### 在職中
| 受賞者 | 受賞者                   | 国       | 地位           | 受賞年 |
| ------ | ------------------------ | -------- | -------------- | ------ |
|        | ウィンストン・チャーチル | イギリス | イギリスの首相 | 1953年 |